# 23-я тяжёлая бомбардировочная авиационная дивизия
23-я тяжелая бомбардировочная авиационная дивизия (23-я тбад) — авиационное соединение Военно-Воздушных сил (ВВС) Вооружённых Сил РККА тяжелой бомбардировочной авиации, принимавшее участие в боевых действиях Великой Отечественной войны.

## История наименований
- 23-я смешанная авиационная дивизия;
- 23-я тяжелая бомбардировочная авиационная дивизия;
- 53-я авиационная дивизия дальнего действия;
- 53-я авиационная Сталинградская дивизия дальнего действия;
- 53-я бомбардировочная Сталинградская авиационная дивизия.

## История и боевой путь дивизии
Преобразована 16 августа 1941 года из 23-й смешанной авиационной дивизии. Действовала на Западном фронте. После тяжёлых потерь в начале августа дивизия выведена в резерв. 15 августа 1941 года в дивизию прибыли тяжёлые бомбардировочные авиаполки на ТБ-3, дивизия стала именоваться 23-я тяжёлая бомбардировочная авиационная дивизия.
Основная боевая задача дивизии состояла в нанесении бомбовых ударов по наступающим войскам противника, по его прифронтовым аэродромам, складам, скоплениям войск и техники, а также по агитационной работе — выбрасывать листовки (при этом полёты выполнялись на полный радиус действия). Ночью экипажи дивизии выполняли полёты в тыл врага на выброску разведывательных и диверсионных групп. Только за август 1941 года 1-й тбап десантировал за линию фронта 164 парашютиста.
Дивизия принимала участие в отражении немецкого наступления на Москву в составе ВВС Западного фронта. Экипажи 1-го тбап дивизии 24 сентября нанесли эффективные удары по северному и южному аэродромам Смоленска и вывели из строя до 50 самолётов противника, в ночь с 27 на 28 сентября на аэродромы Шаталово и Боровское, где было уничтожено до 40 самолётов противника и взорваны склады с горючим и боеприпасами.
В связи с наступлением противника на Москву вечером 4 октября 1941 года дивизия срочно перебазировалась с Юхновского аэроузла на аэроузел Монино (Добринское, Монино, Ногинск и Внуково). Оставшийся наземно-технический состав с аэродрома Емельяновка (1-й тбап) организованно вышел из окружения. В ночь с 9 на 10 октября экипажи 1-го тбап с аэродрома Добринское бомбили скопление механизированных войск противника у станции Угрюмово (южнее г. Юхнова), в ночь с 10 на 11 октября — юго-восточнее г. Юхнова. В последующие дни целями для нанесения ударов стали район Вязьмы, аэродромы в Боровском, Шаталове и Орше. В ночь с 31 октября на 1 ноября 1941 года выполнялись вылеты на бомбометание механизированных и танковых колонн противника на участке шоссе Клин — Солнечногорск.
14 декабря 1941 года группа дивизии из 28 самолётов ТБ-3 (1-й и 3-й тбап) под командованием капитана К. В. Ильинского (штурман полка майор Г. К. Живчиков) выполняла выброску батальона десантников под командованием капитана И. Старчака севернее н.п. Теряева Слобода (Клинский район, Московской область). Задача десанта состояла в воспрепятствовании отхода противника к Волоколамску. Для введения противника в заблуждение создавалась видимость высадки крупного десанта. С этой целью высадка производилась в нескольких местах высадки малыми группами. Всего высаживалось 360 десантников, площадь высадки составляла 720 км², т.е. по 2 км² на одного десантника. В течение девяти суток высаженный десант выполнял поставленную задачу, нападал на двигавшиеся колонны, уничтожал небольшие гарнизоны, взрывал мосты и поджигал автомобильные цистерны с топливом для танков и грузовиков. Всего было взорвано 29 мостов, сожжено 48 автоцистерн и подбито 2 танка, уничтожено не менее 400 солдат и офицеров противника.
39-я отдельная тяжёлая бомбардировочная авиационная эскадрилья, входившая в состав дивизии принимала участие в боевых действиях с 12 ноября 1941 года до своего расформирования 20 марта 1942 года в связи с переформированием дивизии. Эскадрилья была перебазирована решением Ставки Верховного Главнокомандования из состава ВВС Среднеазиатского военного округа на Западный фронт и вошла в состав дивизии в сложный период для страны, когда шло наступление фашистов на Москву, чтобы предотвратить опасность обхода Москвы с юга и оказать более эффективную помощь наземным войскам. Эскадрилье насчитывала 14 самолётов ТБ-3. С ноября 1941 года эскадрилья привлекалась для доставки продовольствия в осажденный Ленинград. Всего эскадрилья совершила 318 боевых вылетов, при этом перебросила в город Ленинград вооружения и боеприпасов 134421 кг, эвакуировала из Ленинграда тяжелораненых бойцов и командиров 188 человек. Более ста боевых вылетов совершила на бомбардирование объектов противника.
16 марта 1942 года дивизия вошла в состав авиации дальнего действия. 20 марта 1942 года 23-я тяжёлая бомбардировочная авиационная дивизия преобразована в 53-ю авиационную дивизию дальнего действия.

### В действующей армии
В составе действующей армии дивизия находилась с 16 августа 1941 года по 20 марта 1942 года.

### Командир дивизии
| Звание       | Имя                       | Период                                               | Примечание |
| ------------ | ------------------------- | ---------------------------------------------------- | ---------- |
| Полковник    | Нестерцев Виктор Ефимович | с 16 августа 1941 года по октябрь 1941 года          |            |
| Полковник    | Дорожкин Филипп Андреевич | с начала октября 1941 года по 9-11 декабря 1941 года |            |
| Подполковник | Георгиев Иван Васильевич  | с 12 декабря 1941 года по 20 марта 1942 года         |            |

### В составе объединений
| Дата          | Армия                          | Корпус               | Примечание |
| ------------- | ------------------------------ | -------------------- | ---------- |
| 18.08.1941 г. | Западный фронт                 | ВВС Западного фронта |            |
| 01.11.1941 г. | Дальнебомбардировочная авиация |                      |            |
| 20.03.1942 г. | Дальнебомбардировочная авиация |                      |            |

### Части и отдельные подразделения дивизии
За весь период своего существования боевой состав дивизии оставался постоянным:
| Период                        | Наименование                                                   | Вооружение                                     |
| ----------------------------- | -------------------------------------------------------------- | ---------------------------------------------- |
| 16.08.1941 г. — 01.03.1942 г. | 1-й тяжёлый бомбардировочный авиационный полк                  | переименован в 1-й ап дд                       |
| 16.08.1941 г. — 05.03.1942 г. | 3-й тяжёлый бомбардировочный авиационный полк                  | переименован в 3-й ап дд                       |
| 16.08.1941 г. — 03.03.1942 г. | 7-й тяжёлый бомбардировочный авиационный полк                  | переименован в 7-й ап дд                       |
| 01.03.1942 г. — 20.03.1942 г. | 1-й авиационный полк дальнего действия                         | передан в 53-ю ад дд                           |
| 03.03.1942 г. — 20.03.1942 г. | 3-й авиационный полк дальнего действия                         | передан в 53-ю ад дд                           |
| 03.03.1942 г. — 20.03.1942 г. | 7-й авиационный полк дальнего действия                         | передан в 53-ю ад дд                           |
| 10.10.1941 г. — 20.03.1942 г. | 39-я отдельная тяжёлая бомбардировочная авиационная эскадрилья | расформирована                                 |
| 08.1941 г. — 11.1941 г.       | 32-й истребительный авиационный полк                           | передан в состав 43-й сад ВВС Западного фронта |

## Герои Советского Союза
- Степанов Фёдор Фёдорович, капитан, командир отряда 1-го тяжёлого бомбардировочного авиационного полка 23-й тяжёлой бомбардировочной авиационной дивизии Указом Президиума Верховного Совета СССР 20 июня 1942 года удостоен звания Герой Советского Союза. Золотая Звезда № 594[13].
- Чистяков Василий Михайлович, капитан, штурман отряда 1-го тяжёлого бомбардировочного авиационного полка 23-й тяжёлой бомбардировочной авиационной дивизии Указом Президиума Верховного Совета СССР 20 июня 1942 года удостоен звания Герой Советского Союза. Золотая Звезда № 595[14].